# Дротинцы
Дро́тинцы (укр. Дротинці) — село в Виноградовской городской общине Береговского района Закарпатской области Украины.
Население по переписи 2001 года составляло 2000 человек. Почтовый индекс — 90353. Телефонный код — 03143. Занимает площадь 5,426 км². Код КОАТУУ — 2121282101.

## История
В 1946 году указом ПВС УССР село Сырма переименовано в Дротинцы.